# یواس‌اس کواستینت (ای‌اوجی-۳۹)
یواس‌اس کواستینت (ای‌اوجی-۳۹) (به انگلیسی: USS Quastinet (AOG-39)) یک کشتی بود که طول آن ۲۲۰ فوت ۶ اینچ (۶۷٫۲۱ متر) بود. این کشتی در سال ۱۹۴۴ ساخته شد.